# The Skatalites
The Skatalites – jamajska grupa muzyczna, założona późną wiosną 1964 roku przez dziewięciu instrumentalistów angażowanych przez Clementa "Sir Coxsone'a" Dodda jako muzycy sesyjni w Studiu One; prekursorzy muzyki ska.

## Historia

### Wiosna 1964 – jesień 1965: Rewolucja w muzyce jamajskiej
Inicjatywa stworzenia supergrupy spośród najlepszych muzyków Studia One wyszła od samego Sir Coxsone'a, który wspólnie z perkusistą Lloydem Knibbem przekonał saksofonistę Tommy’ego McCooka, aby ten został liderem zespołu. Oprócz tej dwójki do pierwszego składu The Skatalites weszli również: Roland Alphonso (saksofon tenorowy), Lester "Ska" Sterling (saksofon altowy), Don Drummond (puzon), Johnny "Dizzy" Moore (trąbka), Lloyd Brevett (kontrabas), Jerome "Jah Jerry" Haynes (gitara) oraz Jackie Mittoo (fortepian). Jackie Opel i Joseph "Lord Tanamo" Gordon, choć oficjalnie nie byli członkami formacji, wspierali ją wokalnie. Swój pierwszy występ muzycy dali 27 czerwca 1964 roku w klubie Hi-Hat w dzielnicy Rae Town. Wkrótce dostali angaż w dużo większym klubie Bournemouth Beach we wschodniej części Kingston, gdzie dawali nocne koncerty trzy razy w tygodniu, w niedziele zaś grywali w Orange Bowl Club przy Orange Street. Jednocześnie byli niemal rozrywani przez trzech najważniejszych producentów tamtych lat na wyspie: Sir Coxsone'a, Prince'a Bustera i Duke'a Reida, by akompaniować śpiewającym pod ich egidą wokalistom. W związku z tym większość pierwszych kompozycji zespołu (w tym utwór Prince Bustera pt. "Al Capone", który stał się prawdziwym hitem w Wielkiej Brytanii) sygnowana była nazwiskiem udzielającego się wokalnie wykonawcy.
W najmniej oczekiwanym momencie błyskawicznie zdobywający popularność zespół dotknęła tragedia. Muzycy grali podczas zabawy sylwestrowej w klubie La Parisienne w dzielnicy Harbour View. Brakowało wśród nich Drummonda, który postanowił zostać w domu; tej nocy, w nagłym ataku szału (od jakiegoś czasu cierpiał na zaburzenia psychiczne) zadźgał nożem swoją narzeczoną, tancerkę rumby i wokalistkę Anitę "Margueritę" Mahfood. W Nowy Rok puzonista został aresztowany i po uznaniu go przez sąd za niepoczytalnego, umieszczony w ośrodku odosobnienia Bellevue w Kingston, gdzie w nie do końca wyjaśnionych okolicznościach zmarł w maju 1969 roku. Wydarzenie to nadwątliło spójność grupy, i tak już nadszarpniętą przez ambicjonalne konflikty wśród jej członków (zwłaszcza pomiędzy McCookiem i Alphonso). The Skatalites grali ze sobą jeszcze do sierpnia 1965 roku, kiedy to doszło do całkowitego rozłamu.
Mimo iż istniał tylko przez kilkanaście miesięcy, zespół stał się ikoną muzyki jamajskiej lat 60. Choć wielu instrumentalistów tamtej dekady chętnie określa w wywiadach samych siebie jako jedynych prekursorów ska, niewątpliwie to The Skatalites jako pierwsi doprowadzili ten gatunek do postaci w jakiej istnieje on do dziś. Szczególną rolę przypisać można Knibbowi, który namówiony przez Dodda do zagrania na perkusji czegoś zupełnie nowego, stał się twórcą znaku rozpoznawczego ska, a mianowicie akcentowania na drugim i czwartym uderzeniu; ten styl gry, w wyniku stopniowego spowolnienia tempa, dał początek najpierw muzyce rocksteady, a w dalszej kolejności – reggae.

Potrzebujesz basu, perkusji, Lloyda (Knibba) i mnie... to właśnie ska!

### 1965 – 1983: 18 lat przerwy
Po rozpadzie The Skatalites obaj skłóceni liderzy założyli swoje własne zespoły: Roland Alphonso & The Soul Brothers (później The Soul Vendors) oraz Tommy McCook & The Supersonics (prekursorzy rocksteady, najczęściej pracujący dla Duke'a Reida jako muzycy sesyjni w jego Treasure Isle Studio). Moore, Mittoo i Brevett zdecydowali się grać z Alphonso, Knibb i Haynes dołączyli do McCooka, natomiast Sterling nawiązał współpracę z producentem Sir Clancy Collinsem. Tymczasem w latach 1966–69 ukazało się aż pięć krążków winylowych z kompilacjami nagrań z czasów świetności The Skatalites. Wydali je nie tylko Dodd (Coxsone Records: Celebration Time oraz dwuczęściowy Ska Authentic Vol. 1 i 2) i Reid (Treasure Isle Records: The Skatalite!), ale także Justin Yap (Top Deck Records: Ska Boo-Da-Ba). Choć tylko w formie składanek, były to niejako debiutanckie płyty zespołu.
W roku 1975 Alphonso, McCook, Sterling, Knibb i Mittoo, wspierani przez gitarzystę Ernesta Ranglina, dołączyli do Brevetta nagrywającego swój solowy album African Roots; była to ich pierwsza wspólna sesja od ponad dekady. Dwa lata później nakładem labelu Third World Records ukazała się płyta McCooka Hot Lava, sygnowana "Tommy McCook & The Skatalites", chociaż de facto saksofoniście nie akompaniował żaden z członków zespołu. Z kolei w roku 1978 Chris Blackwell, właściciel brytyjskiej wytwórni Island Records, zaprosił muzyków do swojego Dynamic Studio w Kingston, gdzie nagrali oni całkowicie nowy album pt. Big Guns. Jednak po sprzeczce do jakiej doszło pomiędzy Blackwellem i McCookiem artyści w nie najlepszej atmosferze zakończyli współpracę z producentem, zaś materiał jeszcze przez sześć lat nie ujrzał światła dziennego; Island wydało go dopiero w  kwietniu 1984 roku jako Return of the Big Guns.

### Lato 1983: Reaktywacja zespołu
Po niemal dwóch dekadach przerwy zespół nieoczekiwanie reaktywował swoją działalność pod koniec czerwca 1983 roku, by początkowo dać jeden jedyny koncert podczas VI edycji festiwalu Reggae Sunsplash w Montego Bay; z pierwotnego składu nie zabrakło nikogo oprócz Drummonda, którego zastąpił Calvin Cameron. Świetne przyjęcie przez widzów zachęciło muzyków do dalszej współpracy i wkrótce zebrali się oni w studiu Music Mountain by pracować nad nowymi nagraniami. Ostatecznie materiał z tych sesji nie został wydany, ukazał się natomiast w roku 2007 nakładem labelu Motion Records pt. Rolling Steady: The 1983 Music Mountain Sessions. 7 lipca 1984 roku The Skatalites wystąpili jeszcze przed wielotysięczną publicznością londyńskiego Sunsplashu, po czym nastąpiła kolejna przerwa w aktywności grupy, gdyż muzycy w większości wyemigrowali do Stanów Zjednoczonych. Tam ponownie połączyli swoje siły, jednak już w nieco przetasowanym składzie; Moore'a i Camerona zastąpili odpowiednio Mark Berney i Clark Gayton.
Swoją działalność w USA zespół rozpoczął w roku 1986, przez około miesiąc grając co noc w słynnym klubie Village Gate na nowojorskim Manhattanie. W roku 1989 muzycy towarzyszyli Bunny'emu Wailerowi podczas jego wielkiej trasy koncertowej Liberation Tour po Ameryce. Przez kilka kolejnych lat koncertowali również na własną rękę, także w Europie. W grudniu 1990 roku na raka zmarł Mittoo – od tej pory w zespole nie było już nigdy pianisty, przewinęło się w zamian kilku keyboardzistów.
Rok 1993 przyniósł długo wyczekiwany album studyjny The Skatalites, wydany przez Shanachie Records Ska Voovee. W jego nagrywaniu udział wzięli m.in. McCook, Sterling, Brevett i Knibb oraz nowy gitarzysta (Devon James) i trębacz (Nathan Breedlove), zabrakło natomiast Alphonso. Można go natomiast usłyszeć na dwóch kolejnych płytach zespołu: Hi-Bop Ska! (1994) i Greetings from Skamania (1996). Oba te krążki wydane były przez Shanachie, oba też zostały nominowane do nagrody Grammy w kategorii najlepszy album reggae. W kolejnych latach grupa intensywnie koncertowała, promując swoje nowe wydawnictwa, gdy w roku 1998 dotknął ją podwójny cios. Najpierw w maju na niewydolność serca będącą skutkiem powikłań po ciężkim zapaleniu płuc zmarł McCook. Na początku listopada podczas występu zespołu w hollywoodzkim Key Clubie nagle na scenę przewrócił się Alphonso; jak się okazało, stracił przytomność wskutek wylewu krwi do mózgu. Mimo próby leczenia w specjalistycznym szpitalu w Los Angeles, saksofonista doznał drugiego wylewu i zmarł 20 listopada po czterech dniach spędzonych w śpiączce.
Mimo śmierci obydwu długoletnich liderów, formacja nie zawiesiła swojej działalności. Już w marcu 1999 roku do zespołu dołączył nowy saksofonista, Cedric "Im" Brooks, zmiana nastąpiła także na pozycji trębacza – Breedlove'a zastąpił Kevin Batchelor. W tym składzie muzycy nagrali kolejne dwa premierowe albumy: Bashaka (2000) oraz From Paris With Love (2002). W marcu 2004 roku The Skatalites rozpoczęli największą w swojej historii światową trasę koncertową, z okazji 40. rocznicy powstania zespołu, w następującym składzie: Sterling, Brevett, Knibb, Breedlove, Karl "Cannonball" Bryan (saksofon), Vin "Don Drummond Jr." Gordon (puzon) oraz Ken Stewart (keyboard; od 2008 jest on menedżerem grupy). W kwietniu 2005 roku swoją przygodę z zespołem postanowił zakończyć Brevett, zastąpił go grający na gitarze basowej Val Douglas. Natomiast w roku 2007 nakładem australijskiej wytwórni AMI International Records wydana została całkowicie nowa płyta formacji, On the Right Track.
Po tym, jak 12 maja 2011 roku na raka wątroby zmarł Knibb, Lester Sterling został ostatnim aktywnym członkiem zespołu spośród jego założycieli. Wraz z Batchelorem, Douglasem i piątką młodszych instrumentalistów, wciąż jeszcze okazjonalnie koncertują, wspierani przez wokalistkę Doreen Shaffer. W maju 2012 roku ukazał się premierowy album The Skatalites pt. Walk With Me. Na krążku, będącym hołdem złożonym wszystkim zmarłym członkom formacji, znalazły się m.in. ostatnie nagrania z udziałem Knibba.
The Skatalites podczas swoich europejskich tras koncertowych dwukrotnie odwiedzili Polskę: 19 listopada 2005 roku zagrali w warszawskim klubie Centralny Dom Qultury, zaś 26 sierpnia 2006 roku wystąpili podczas VIII edycji Reggae Dub Festivalu w Bielawie. W roku 2008 zapowiadano występ zespołu na sierpniowym festiwalu folkowym w Krotoszynie, jednak został on odwołany z powodu cięć w budżecie imprezy. W roku 2014 grupa zagrała na 14 edycji festiwalu Ostróda Reggae Festival. Podczas koncertu w Ostródzie zobaczyć można było dwóch oryginalnych członków zespołu: Lestera Sterlinga grającego na saksofonie altowym oraz wokalistkę Doreen Shaffer.

## Skład zespołu

### Obecni członkowie
- Lester "Ska" Sterling – saksofon altowy
- Azemobo "Zem" Audu – saksofon tenorowy
- Andrae Murchison – puzon
- Kevin Batchelor – trąbka
- Val Douglas – gitara basowa
- Natty Frenchy – gitara
- Trevor "Sparrow" Thompson – perkusja
- Cameron Greenlee – keyboard
- Doreen Shaffer – wokal

### Byli członkowie założyciele
- Don Drummond – puzon (aresztowany 1 stycznia 1965 roku, zmarł w zakładzie psychiatrycznym)
- Johnny "Dizzy" Moore – trąbka (opuścił zespół w 1986 roku)
- Jackie Mittoo – fortepian (zmarł 16 grudnia 1990 roku)
- Jerome "Jah Jerry" Haynes – gitara (opuścił zespół w 1991 roku)
- Tommy McCook – saksofon tenorowy (zmarł 5 maja 1998 roku)
- Roland Alphonso – saksofon tenorowy (zmarł 2 listopada 1998 roku)
- Lloyd Brevett – kontrabas (opuścił zespół wiosną 2005 roku)
- Lloyd Knibb – perkusja (zmarł 12 maja 2011 roku)

### Byli tymczasowi członkowie
- Cedric "Im" Brooks – saksofon tenorowy (1999–2002 oraz 2009–2010)
- Karl Bryan – saksofon tenorowy (2003–2008)
- Calvin Cameron – puzon (1983–1984)
- Clark Gayton – puzon (1986–1994)
- Welford Clark – puzon (1995–2003)
- Vin Gordon – puzon (2004–2009)
- Mark Berney – trąbka (1986–1992)
- Nathan Breedlove – trąbka (1993–1998)
- Devon James – gitara (1992–2009)
- Cary Brown – keyboard (1991–1992)
- Bill Smith – keyboard (1993–1999)
- Ken Stewart – keyboard (2000–2008)

### Muzycy często współpracujący z zespołem
- Jackie Opel – wokal
- Lord Tanamo – wokal
- Tony DaCosta – wokal
- Ernest Ranglin – gitara
- Lynn Taitt – gitara rytmiczna
- Gladstone Anderson – fortepian
- Dennis "Ska" Campbell – saksofon tenorowy
- Oswald "Baba" Brooks – trąbka
- Frank Anderson – trąbka
- Ron Wilson – puzon